# Karakaj
Karakaj (en serbe cyrillique : Каракај) est une localité de Bosnie-Herzégovine. Elle est située dans la municipalité de Zvornik et dans la république serbe de Bosnie. Selon les premiers résultats du recensement bosnien de 2013, elle compte 3 021 habitants.

## Histoire
Karakaj a été créée en 2012 sur le territoire des localités Jadran et de Zvornik.